# دار الوزير (مسلسل)
دار الوزير سلسلة تونسية من صنف كوميديا الموقف تتكون من 27 حلقة، عُرضت على قناة نسمة في رمضان 2012 من تأليف يونس الفارحي وسامية عمامي وإخراج صلاح الدين الصيد، كما قام الفنان الهادي حبوبة بغناء شارة المسلسل.
قامت قناة نسمة بإنتاج هذه السلسلة، من أجل تعويض سلسلة نسيبتي العزيزة، عقب وفاة الممثل الرئيسي سفيان الشعري.

## القصة
بعد الثورة التونسية، تتم إقالة وزير البيئة إسماعيل بوريقة ومصادرة أملاكه، فيضطر للإنتقال والعيش في فيلا والدته الثرية، فريدة القرامصلي، ذات الأصول البورجوازية. يحاول إسماعيل أن يتأقلم مع حياته الجديدة حيث يخشى دخول السجن بعد تجريده من كل امتيازاته، إضافة إلى معاناته من الخضوع إلى والدته المتسلطة والبخيلة، ومن المشاحنات اليومية مع زوجته الجديدة الجزائرية الأصغر منه سنًا (نصيرة)، وابنته من زواجه الأول (فروزان)، التي تعيش مع جدتها فريدة منذ طلاق والديها، وترفض تدخل والدها في حياتها.
تحاول فريدة إظهار تسلطها على سكان منزلها وعماله، مثل حليمة، مدبرة المنزل ومساعدتها الشخصية وهي شخصية ودودة ومتطفلة في بعض الأحيان، والطباخ النوري، الذي دائما ما يتذمر من تسلّط وبخل فريدة، إضافة إلى خلافه اليومي مع البستاني ضو، وهو شخصية بسيطة التفكير ومتعلّق بحليمة، قبل أن يتزوج من جنّات التي تمتلك شخصية قوية.
بعد بقائه بلا عمل، يصبح إسماعيل دائم التردد على «مقهى النادي»، وهو مقهى خاص بالوزراء والمسؤولين بالنظام السابق وأصدقائهم، مثل بن حليمة وبن حفصية وصديقتهم شادية، إضافة إلى الباوندي، سائق إسماعيل السابق الذي يصبح صديقا لهم. في المقهى، يضطر هؤلاء إلى مواجهة النادل عبسي الذي يتحدث دوما في السياسة ولا يخفي امتعاضه واحتقاره لهم رغم تحذير مديره عبد الستار.

## الشخصيات

### الشخصيات الرئيسية
- كمال التواتي: «إسماعيل بوريقة» آخر وزير بيئة في عهد الرئيس زين العابدين بن علي
- منى نور الدين: «فريدة القرامصلي» والدة إسماعيل
- كوثر الباردي: «حليمة» مدبرة المنزل والمساعدة الشخصية لفريدة
- يونس الفارحي: «ضو» بستاني المنزل
- فرحات هنانة: «النوري» طباخ المنزل
- رزيقة فرحان: «نَصيرة بوريقة» زوجة إسماعيل، جزائرية الجنسية
- سيرين بالهادي: «فروزان بوريقة» إبنة إسماعيل
- نعيمة الجاني: «جنّات» زوجة ضو، بائعة متجولة في حديقة البلفيدير
- خالد بوزيد: «عبسي» نادل «مقهى النادي»
- سندة الجبالي: «سوسن» صديقة فروزان وابنة وزير سابق، وهي ساذجة بعض الشيء

### الشخصيات الثانوية
- صلاح مصدق: «عبد الستار» مدير «مقهى النادي»
- توفيق البحري: «علالة الباوندي» سائق إسماعيل السابق، ثم رجل أعمال ثري بعد الثورة
- رؤوف بن عمر: «سي بن حليمة» أحد الوزراء السابقين ومرتادي «مقهى النادي»
- علي بنور: «سي بن حفصية» أحد الوزراء السابقين ومرتادي «مقهى النادي»
- مراد كروت: «سي عبد القوي» أحد الوزراء السابقين ومرتادي «مقهى النادي»، يظل وحيدًا بالمقهى بعد إصابته بالاكتئاب
- جميلة الشيحي: «شادية» صديقة الوزراء والمسؤولين في النظام السابق
- سفيان الداهش: «سالم شيركو» عامل فريدة المخلص، يهتم بالشؤون اليومية لممتلكاتها
- معز التومي: «لخضر» محامي وشقيق ضو
- برناديت ماشيلو: «صوفي» زوجة إسماعيل السابقة ووالدة أبنائه، فرنسية الجنسية
- محمد الحبيب الشعري: «كريم بوريقة» ابن إسماعيل وصوفي، يعيش مع والدته في باريس
- ريم الزريبي: «مرفت» صديقة نصيرة، وزوجة وزير سابق
- سيد أحمد أقومي: «مرزاق» والد نصيرة من زواجه الأول، وهو شخصية صعبة المراس
- ليندة ياسمين: «خليدة» زوجة مرزاق الثانية
- زنايدة بويحياوي: «سيرين» ابنة خليدة من زواجها الأول، الأخت غير الشقيقة لنصيرة